# Dermatite herpétiforme
 Mise en garde médicale
Une dermatite herpétiforme ou maladie de Duhring-Brocq est une maladie chronique consistant en une atteinte cutanée (papules vésiculaires siégeant de préférence à la face d'extension des membres) et fréquemment associée avec une atteinte intestinale grêle (atrophie villositaire ou seulement changements minimes de la muqueuse, infiltration lymphocytaire),, réversibles par le régime sans gluten.
La dermatite herpétiforme est la manifestation cutanée la plus commune et spécifique de la maladie cœliaque.

## Épidémiologie
L'incidence est comprise entre 11 et 75 cas par 100 000 habitants.
La dermatite herpétiforme est plus fréquente dans les populations de type caucasien, et plus rare dans des populations asiatiques. Elle est diagnostiquée le plus souvent chez la personne jeune (de 15 à 40 ans), avec une petite prédominance masculine.
Les trois quarts des dermatites herpétiformes ont une atteinte digestive, parfois minime. Un quart des patients ayant une maladie cœliaque développent une dermatite herpétiforme.

## Historique
Elle a été décrite pour la première fois en 1884, par un médecin américain Louis Duhring (en) (1845-1913). Elle a été longtemps confondue en France avec d'autres maladies bulleuse comme la pemphigoïde bulleuse ou d'autres dermatites, pour être appelée maladie de Duhring-Brocq, en y associant aussi le nom du médecin français Louis Brocq (1856-1928).
En 1966 Marks et al. ont montré des changements de l'intestin grêle chez des patients atteints de maladie de Duhring ; par la suite des altérations gastro-intestinales ont été décrites chez les patients affectés, des lésions histologiques apparaissent dans ces patients, identiques à la maladie cœliaque (MC). Cela a conduit à donner une autonomie à la dermatite herpétiforme (en France) et à la rattacher à la maladie cœliaque.

## Causes
Il est considéré actuellement qu'il s'agit de la manifestation cutanée la plus commune et spécifique de la maladie cœliaque, ou entéropathie sensible au gluten. Sa présence est très caractéristique, et en conséquence, son meilleur traitement est un régime alimentaire strict sans gluten, à vie, pour contrôler l'affection cutanée.
Cette affection se présente chez 25 % environ des patients avec MC. Elle survient principalement chez l'adulte, mais peut apparaître à n'importe quel âge de la vie (enfants et les adolescents).
Une explication possible de l'apparition de lésions dans la dermatite herpétiforme, est relative à la présence d'une inflammation chronique active muqueuse intestinale. Il en ressort une augmentation des niveaux de cytokines pro-inflammatoires, qui stimule l'arrivée de polynucléaires neutrophiles au niveau cutané.
Tant l'exposition aux rayons ultraviolet de la lumière solaire, comme les microtraumatismes cutanée répétés, sont capables d'augmenter la production de cytokines au niveau local, conduisant à la migration des polynucléaires neutrophiles en favorisant le dépôt d'IgA dans le derme, et par conséquent, l'apparition et le maintien des lésions cutanées typiques de la dermatite herpétiforme.
La physiopathologie est complexe et implique la présence de facteurs génétiques tels que la prédisposition HLA (principalement HLA-II, DQ2 et DQ8), un déclencheur environnemental — le gluten — ainsi qu'une dysrégulation du système immunitaire, tels qu'il peut se voir chez des patients ayant une maladie cœliaque sans atteinte cutanée.

## Signes et symptômes
Les lésions caractéristiques de la dermatite herpétiforme sont la présence de papules érythémateuses groupées, de plaques d'urticaire couronnées par des vésicules, ou des ampoules qui peuvent souvent évoluer vers des érosions et des excoriations, secondaire à un prurit intense, typiquement associée à cette condition.
La démangeaison chronique et les excoriations produites par le grattage peuvent conduire à sa lichénification(Fig. 1 à 4).
De plus une zone hyperpigmentée post-inflammatoire peut apparaître quand la lésion disparaît,,.

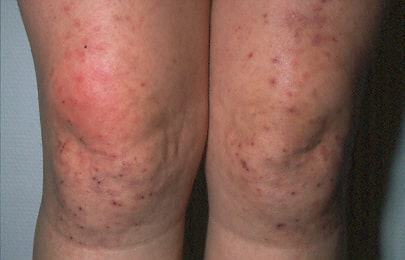
Dermatite herpétiforme – Fig. 1 : Faces d'extension des genoux
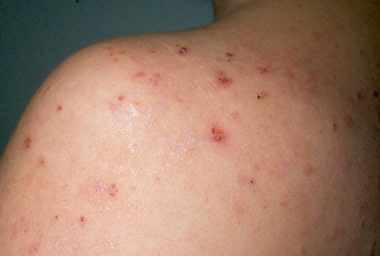
Dermatite herpétiforme – Fig. 2 : Épaule et dos
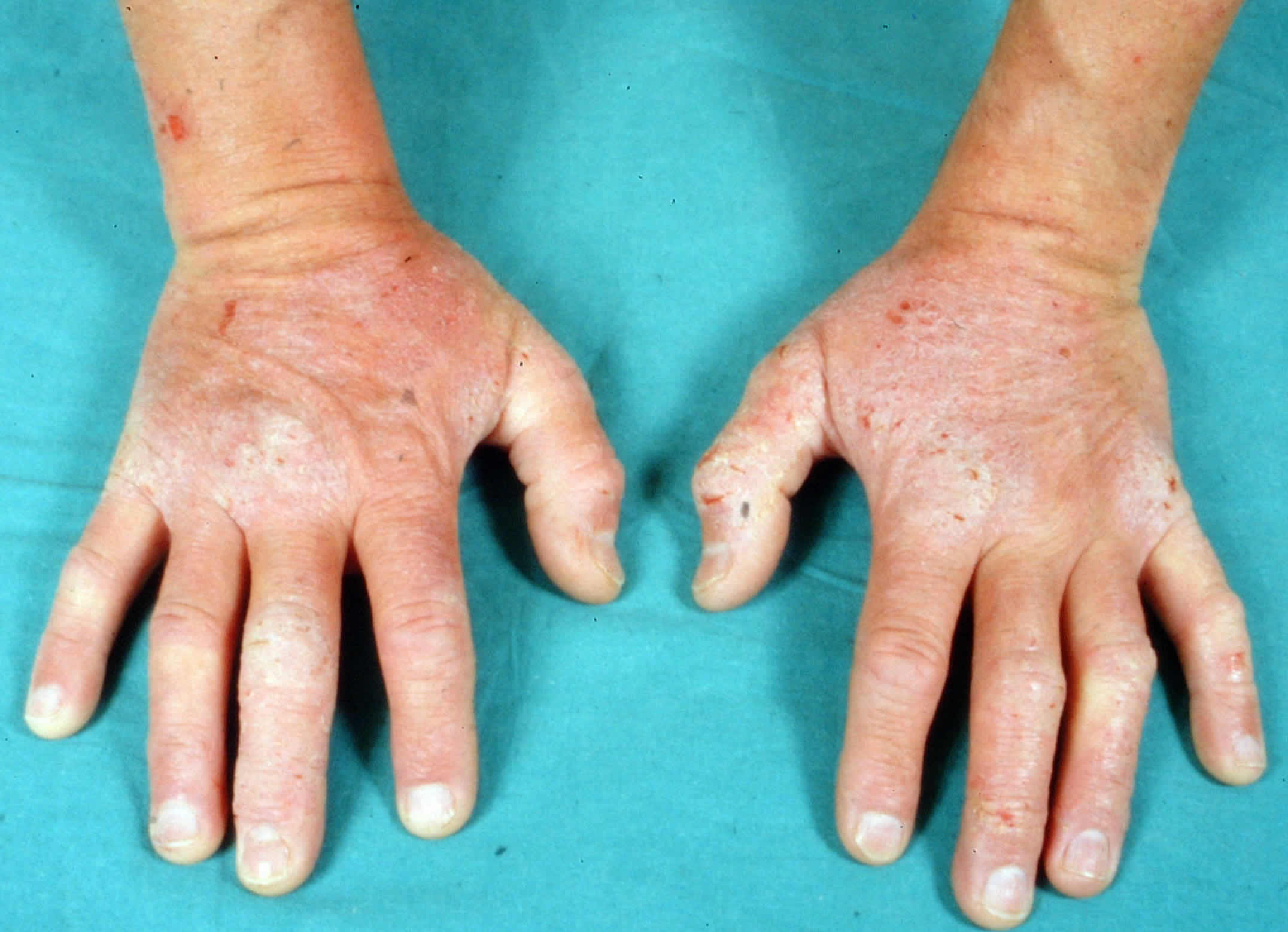
Dermatite herpétiforme – Fig. 3 : Mains avec lésions lichénifiées
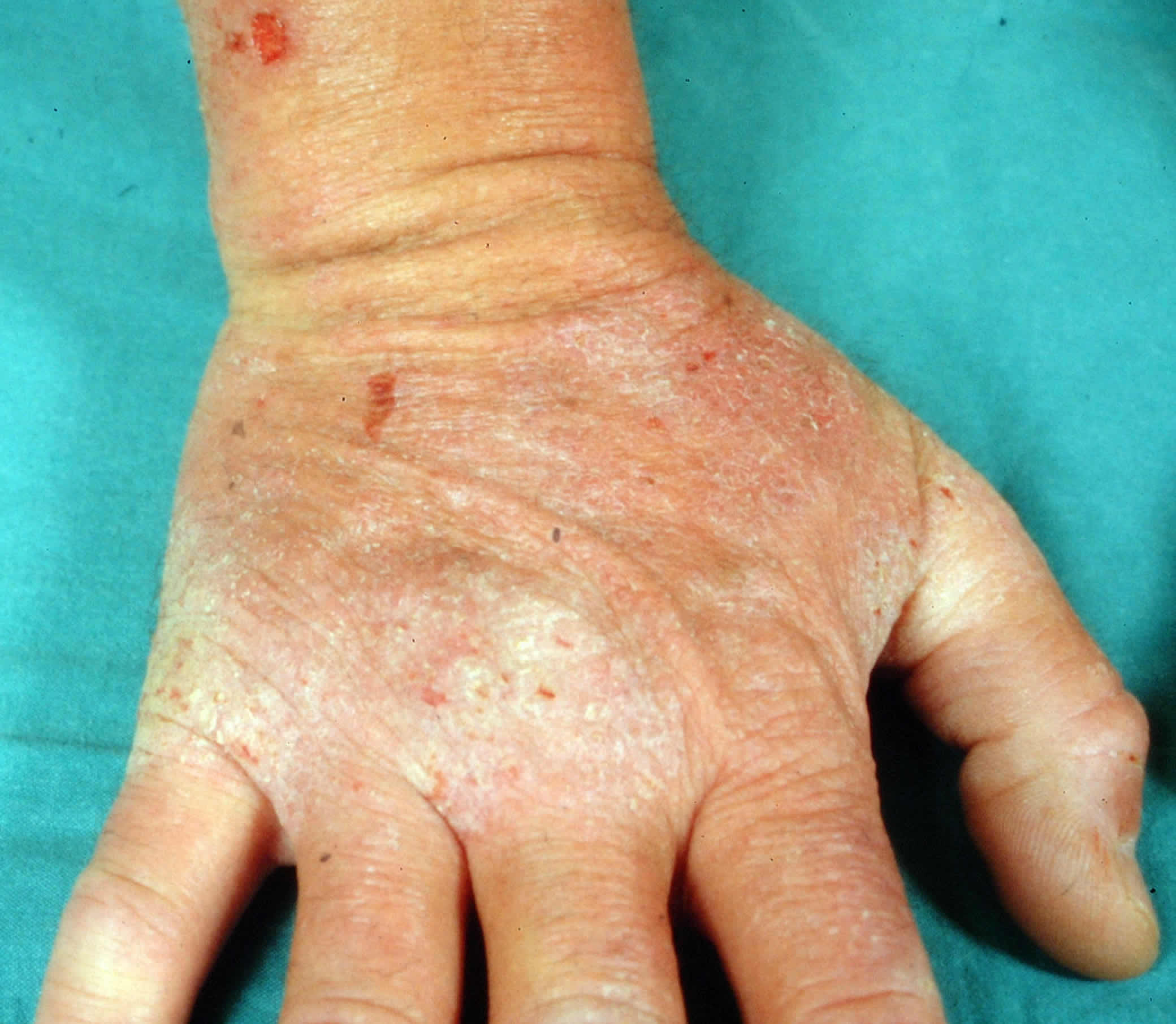
Dermatite herpétiforme – Fig. 4 : Main avec lésions lichénifiées

La distribution des lésions cutanées est caractéristique : elles sont symétriques avec prédominance sur la face postérieure des coudes (90 %), les genoux (30 %), les épaules, dans le dos, les fesses et la région sacrée.
La dermatite herpétiforme ne doit pas être confondue avec Un herpès simplex ni avec la varicelle qui est beaucoup plus étendue, ou avec le zona ou une dermatite atopique.
Le cuir chevelu, la nuque, le visage peuvent être aussi affectés.
La majorité des patients souffrent non seulement de démangeaisons. Il peut exister une sensation de brûlures, même avant l'apparition des lésions cutanées.

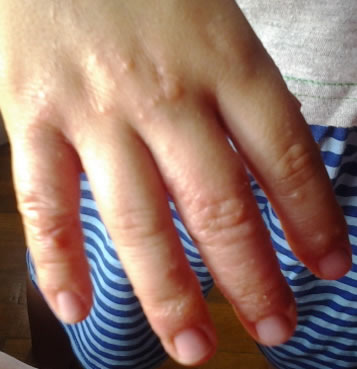
Dermatite herpétiforme – Vésicules et gonflement dans les doigts, aussi commun dans les pieds
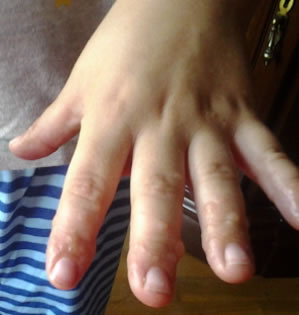
Dermatite herpétiforme – Vésicules et gonflement dans les doigts, aussi commun dans les pieds
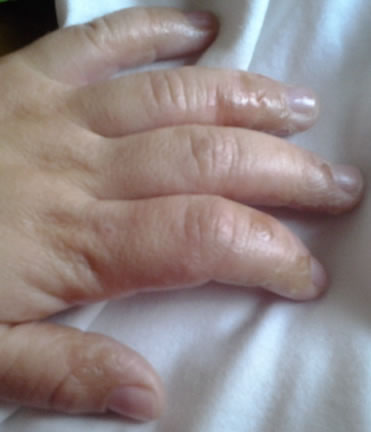
Dermatite herpétiforme – Vésicules et gonflement dans les mains
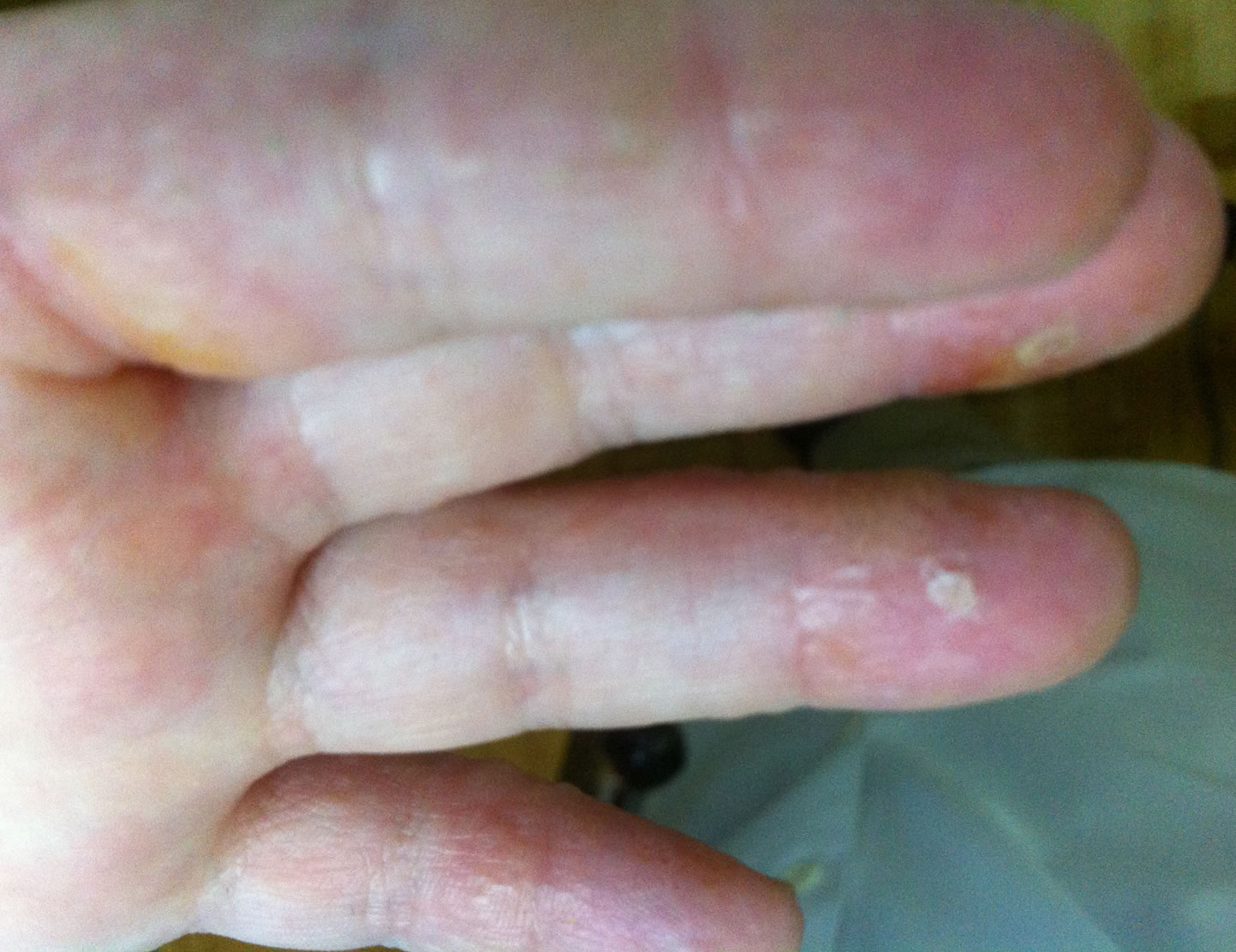
Dermatite herpétiforme – Vésicules et gonflement dans les mains
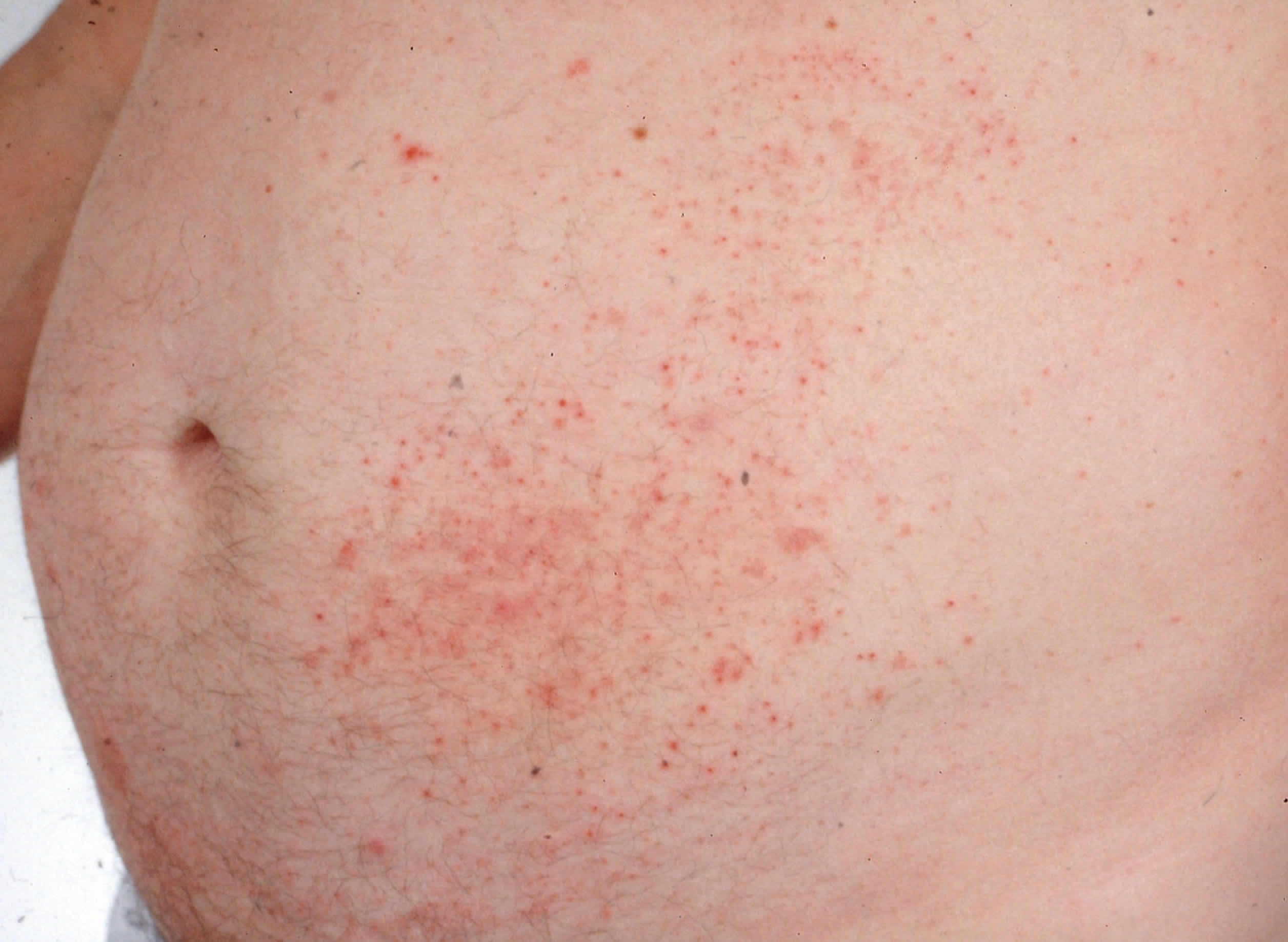
Dermatite herpétiforme - Ventre
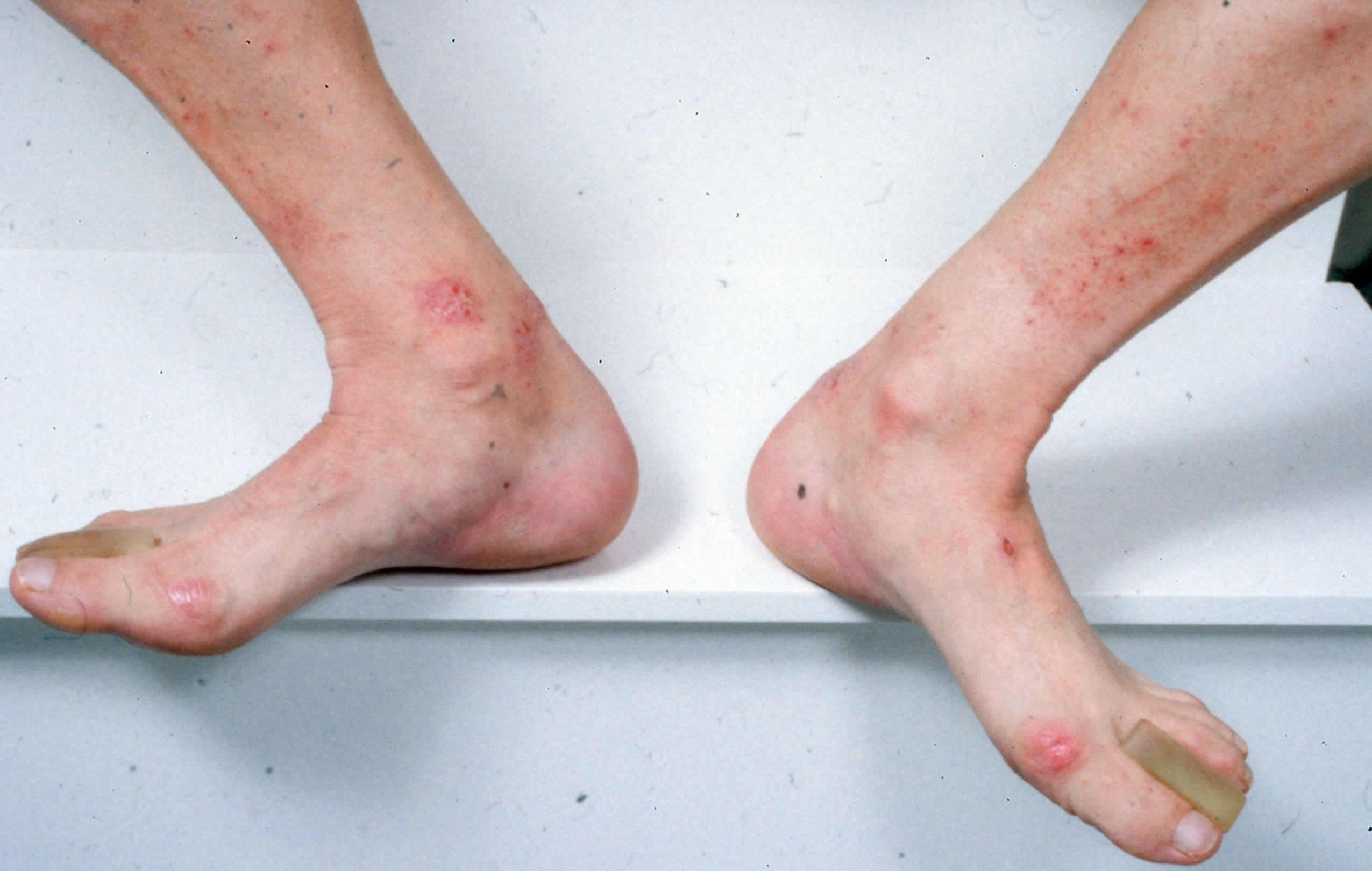
Dermatite herpétiforme – Mollets et pieds
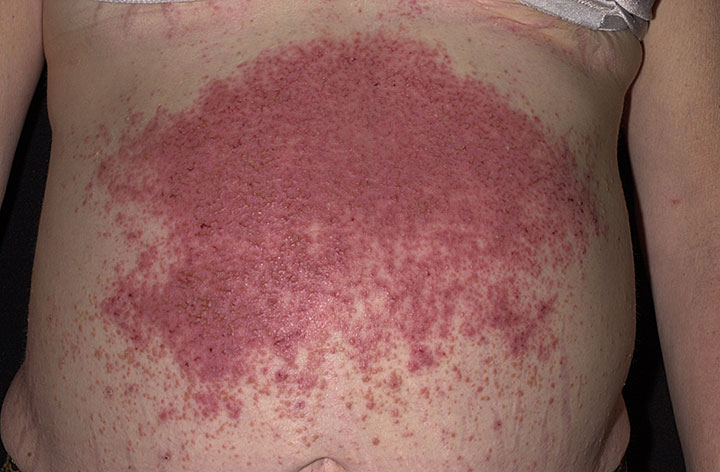
Dermatite herpétiforme sur un ventre

## Présentations atypiques
Plus rarement, la dermatite herpétiforme se présente sous forme de lésions purpuriques pétéchiales, parfois sur la paume des mains et (ou) à la plante des pieds essentiellement chez les enfants, plus rarement chez les adultes. La présence de pétéchies à l'extrémité des doigts peut être évocatrice de la maladie.
Il peut exister aussi une kératose plantaire, des papules comme pour une urticaire chronique ou d'autres lésions semblables à un "prurigo pigmentaire",.

## Diagnostic
La biopsie cutanée montre des caractéristiques histopathologiques : fente sous-épithéliale contenant des neutrophiles et séparant le derme de l'épiderme. L'examen montre également la présence de certains éosinophiles au niveau des pointes des papilles dermiques, autour des vaisseaux capillaires avec un infiltrat inflammatoire.
L'immunofluorescence direct des biopsies de peau saine, prélevées autour des lésions, est considérée comme le "gold standard" diagnostique. Il est mis ainsi en évidence une plus grande concentration d'IgA que dans les zones affectées ou dans les zones saines mais éloignées des lésions. Deux types sont décrits :
1. des dépôts granulaires au niveau des papilles dermiques ;
2. des dépôts granulaires distribués le long de la membrane basale.

Dans les deux cas, les dépôts sont polyclonaux formés par des composés d'IgA. Les deux types peuvent aussi se présenter dans une forme mixte.
Les examens sérologiques sont utiles en complément des biopsies cutanées. Ainsi peuvent être retrouvées des auto-anticorps de classe IgA contre la transglutaminase (TG) des sous-genres 2 et 3, aussi appelés TGt et TGe, des anti-peptides de la gliadine désaminée (anti-DGP), surtout chez les enfants. Les dosages sérologiques peuvent cependant être négatif sans que cela puisse éliminer le diagnostic.
Réaliser un dépistage familial de la maladie cœliaque est recommandé, surtout chez les parents du premier degré.

## Traitement
La prise en charge a fait l'objet de la publication de recommandations par l'« European Academy of Dermatology and Venereology » publiées en 2009.
Le traitement est un régime alimentaire sans gluten strict, à vie. La dapsone peut aider à l'amélioration des lésions. Cette dernière reste toutefois lente (plusieurs semaines avant une régression)

## Maladies associées
Diverses maladies auto-immunes sont plus communes chez les patients ayant une dermatite herpétiforme.